# Bicyclus amieti
Bicyclus amieti je leptir iz porodice šarenaca. Pronađen je u Kamerunu.

## Vanjske poveznice
|  | Wikivrste imaju podatke o taksonu Bicyclus amieti |